# Квіти яблуні (яйце Фаберже)
Великоднє яйце «Квіти яблуні» (інші назви «Нефритове», «Нефритова скринька») — ювелірний виріб фірми Карла Фаберже, виготовлений у 1901 році на замовлення російського промисловця Олександра Кельха як великодній подарунок для його дружини Варвари Кельх. Є одним із семи яєць Фаберже, що виготовлялись для родини Кельхів у 1898—1905 роках і за рівнем виконання не поступалися імператорським.

## Дизайн
Яйце «Квіти яблуні» зроблене у вигляді скриньки для коштовностей і є одним із найбільших великодніх яєць Фаберже. В його дизайні відчутний вплив моди на Арт Нуво і японський стиль. Дві порожнисті половини яйця виготовлені із цільного сибірського зеленого нефриту, поверхня відполірована неймовірно ретельно. Яйце стоїть на чотирьох різьблених золотих ніжках у формі гілок яблуні. Ці гілки із червоного і зеленого золота утворюють розгалужене переплетіння із гілочок і сучків, що вкриті золотим листям та квітами. Пелюстки квітів вкриті білою емаллю, а їх центри виконані із алмазів на рожевому тлі.
Сюрприз, що містився всередині яйця, — загублений.

## Історія
Великодні яйця для родини Кельхів виготовлялись фірмою Фаберже в майстерні Михайла Перхіна щороку з 1898 по 1905 рік. Як більшість яєць із цієї серії, «Квіти яблуні» 1901 року довгий час помилково вважалося імператорським.
У 1910-х роках Варвара Кельх переїхала до Парижу, забравши і собою всі сім великодніх яєць Фаберже. Шість із них, в тому числі «Квіти яблуні», у 1920 році придбала паризька галерея «A La Vieile Russie». У 1928 році його придбав невідомий покупець зі Сполучених Штатів і до 1994 року воно перебувало у приватній колекції в США. 1994 року на аукціоні Крістіс в Женеві його придбав анонімний покупець із Росії. В листопаді 1996 році яйце знову було виставлене на аукціоні Крістіс в Женеві і було продане Адульфу Петеру Гоопу, колекціонеру із Ліхтенштейну, який зібрав найбільшу у світі колекцію великодніх яєць (приблизно 3000 штук).
В червні 2010 року Адульф Петер Гооп подарував свою колекцію творів мистецтва, включаючи яйце «Квіти яблуні», князівству Ліхтенштейн. Колекція експонуватиметься в Національному музеї Ліхтенштейну (Вадуц) з березня 2011 по січень 2012 року.